# Окладников, Алексей Павлович
Алексе́й Па́влович Окла́дников (20 сентября (3 октября) 1908, с. Константиновка, Иркутская губерния — 18 ноября 1981, Новосибирск) — советский археолог, историк, этнограф. Действительный член АН СССР с 1968 года по Отделению истории (член-корреспондент с 1964 года), заслуженный деятель науки Якутской АССР (1956), РСФСР (1957), Бурятской АССР (1968) и Таджикской ССР (1978), член-корреспондент Британской академии (1973) и Познанского университета (ПНР), иностранный член Монгольской АН (1974), почётный член Венгерской АН (1976), лауреат Сталинской премии (1950) и Государственной премии СССР (1973). Герой Социалистического Труда (1978).

## Биография
Родился в 1908 году, в селе Константиновка Верхоленского уезда Иркутской губернии, в семье сельского учителя П. С. Окладникова. С детских лет увлекался археологией, собирал по этой теме коллекцию.
6 января 1920 года на Байкале казаки атамана Семёнова казнили 31 заложника, в том числе среди погибших был отец Окладникова, служивший в то время в Иркутске прапорщиком 56-го Сибирского пехотного полка.
В 1925 году, окончив школу, Окладников поступил в Иркутский педагогический институт и занимался в кружке профессора Б. Э. Петри совместно с будущими известными учёными Г. Ф. Дебецом и М. М. Герасимовым. Уже в 1926 году вышла его первая научная работа — «Неолитические стоянки на Верхней Лене».
С 1928 года заведующий отделом этнографии Иркутского краеведческого музея.
В 1929 году заново открыл Шишкинские писаницы. В 1934 году поступил в аспирантуру Государственной академии материальной культуры в Ленинграде. Его кандидатская диссертация «Неолитические могильники в долине р. Ангары» (1938) подводила итог археологических раскопок на Ангаре.
Во второй половине 1930-х годов работал директором Иркутского краеведческого музея. Стал известен своей кампанией за сохранение Знаменского монастыря, который хотели снести для постройки зданий служб иркутского гидропорта.
В 1938—1961 годах работал в Ленинградском отделении ИИМК АН СССР. С 1949 года в должности руководителя института. С 1951 года руководитель сектора палеолита и неолита там же. Преподавал в вузах Ленинграда и Новосибирска, руководил аспирантами. В мае 1947 года защитил в ЛГУ докторскую диссертацию «Очерки по истории Якутии от палеолита до присоединения к Русскому государству».
С 1961 года — заведующий Отделом гуманитарных исследований Института экономики Сибирского отделения АН СССР. С 1962 года — профессор и заведующий кафедрой всеобщей истории Новосибирского государственного университета.
С 1966 года — директор Института истории, филологии и философии Сибирского отделения АН СССР (Новосибирск). В 1979—1981 годах возглавлял редколлегию книжной серии «Литературные памятники Сибири» Восточно-Сибирского книжного издательства (Иркутск).
Умер в 1981 году. Похоронен на Южном кладбище в Новосибирске.

### Семья
Супруга — археолог и художник В. Д. Запорожская (1910—1985); дочь — Е. А. Окладникова (род. 1951), этнограф, профессор СПбГУ.

## Научная деятельность
Основные исследования А. П. Окладникова посвящены истории первобытной культуры, палеолитического и неолитического искусства, древностям Сибири и Дальнего Востока.
В Приангарье в ходе раскопок у села Нижняя Буреть в 1936 году было открыто поселение верхнего палеолита, где найдены остатки четырёх жилищ из каменных плит, а также сделанная из кости «Палеолитическая Венера».
В 1939—1940 годах совместно с Н. А. Синельниковым и М. А. Гремяцким вёл раскопки в Средней Азии в пещере Тешик-Таш, где обнаружил останки (скелет) и стоянку неандертальского человека, доказав, что древние люди жили в глубинной Азии. За открытие стоянки каждый из учёных получил Сталинскую премию.
С 1940 по 1945 года занимался изучением долины реки Лены.
В 1945 году исследовал находки в заливе Симса и островах Фаддея в море Лаптевых.
Проводил археологические раскопки на побережье Охотского моря.
С 1947 года возглавлял Бурят-Монгольскую археологическую экспедицию, проводившую исследования на Селенге, Джиде, Чикое, Хилке.
В 1949—1950 годах на территории Туркмении в пещере Джебел нашёл многослойный археологический памятник. Кроме слоёв эпохи мезолита, также были обнаружен памятники неолита и начала бронзового века, в том числе микролиты различной формы (асимметричные треугольники, мелкие пластины с притуплённым краем, «рогатые» трапеции). Среди других находок отмечаются керамика и обработанная кость.
В 1949 и 1960 годах вёл раскопки в Монголии.
Вторым по значимости после Тешик-Таша было открытие Улалинской стоянки древнего человека в Горно-Алтайске 5 июля 1961 года.
Неолитическая Кондонская Нефертити была найдена им в 1963 году.
В Забайкалье открыл и изучил поселения Арын-Жалга, Ошурково, Санный Мыс, Чиндант, мастерскую на Титовской сопке, Шилкинскую пещеру, многочисленные петроглифы и погребения. Выделил бурхотуйскую культуру.
В 1973—1978 года руководил раскопками палеолитического поселения Варварина Гора в составе экспедиции Саянского отряда Северо-Азиатской комплексной экспедиции Института истории, филологии и философии СО АН СССР.
Последнюю в своей жизни экспедицию летом 1981 года А. П. Окладников вновь совершил на Улалинскую стоянку. После смерти учёного было высказано мнение, что «спорные» артефакты со стоянок Улалинка, Филимошки и Кумары I являются продуктами природных сил (геофактами), а не обработанными человеком орудиями.
Им подготовлено в аспирантуре и выпущено свыше 30 учёных. Потому можно говорить о научной «школе» А. П. Окладникова.
Содействовал становлению школы археологов в Чите и открытию Музея археологии ЗабГПУ.

## Память
- Пещера Окладникова на Алтае.
- Улица Окладникова в микрорайоне «Эволюция» в Иркутске.
- Имя Окладникова ранее носил Музей археологии в Хабаровске (филиал Хабаровского краевого музея)[18]

### Исследования
Автор 60 монографий и около 1000 статей, многие из которых переведены на немецкий, французский, испанский и японский языки.
- Археология Северной, Центральной и Восточной Азии. — Новосибирск: Наука, 2003. — ISBN 5-02-029891-3
- Дальний Восток и скифо-сибирское культурно-историческое единство // Тезисы докладов Всесоюзной археологической конференции. — Кемерово : Кемеров. ун-т, 1979. — Древние поселения на острове Петрова // Археология Южной Сибири : межвуз. сб. науч. тр. — Кемерово, 1979. — С. 3-13. — Соавт.: Бродянский Д. Л
- Древние памятники Майхинского холма // Красное знамя. — 1966. — 5 окт. — Соавт.: Бродянский Д. Л.
- Древние шаманские изображения из Восточной Сибири // Советская археология. Т. X. 1948. С. 203—225.
- Варварина Гора — новый памятник леваллуазского этапа палеолита за Байкалом // Археологические открытия 1973 года / Отв. ред.  Рыбаков Б. А. — Институт археологии АН СССР. — Москва: Наука, 1974. — С. 215—216. — 560 с.
- История и культура Бурятии. — Улан-Удэ: Бурят. кн. изд-во, 1976.
- К истории первоначального освоения человеком Центральной Азии // Центральная Азия и Тибет: мат. к конф. — Новосибирск: Наука, 1972. C. 15—24.
- Кроуновская культура // Археология юга Сибири и Дальнего Востока. Новосибирск, 1984. С. 100—114. Соавт.: Бродянский Д. Л.
- Кроуновская культура // Информация по истории и археологии Северо-Восточной Азии. Чанчунь, 1986. № 5. С. 27—36. На кит. яз. Соавт.: Бродянский Д. Л.
- Окладников А.П. Русские полярные мореходы XVII века у берегов Таймыра. — М.—Л.: Главсевморпути, 1948. — 160 с.
- Культ медведя у неолитических племён Восточной Сибири // Советская археология. Т. XIV. 1950. С. 7—19.
- Многослойное поселение Майхэ I в Приморье // Археологические открытия 1967 года. — М. : Наука, 1968. — С. 155—157. — Соавт.: Бродянский Д. Л.
- Многослойное поселение Майхэ I в Приморье // Археология Сибири и Дальнего Востока. Т. 2 : Приморье. — Токио, 1982. — С. 406—407. На яп. яз. — Соавт.: Бродянский Д. Л.
- Неолит и бронзовый век Прибайкалья: в 3-х частях. — М.; Л.: АН СССР, 1950—1955.
- Неолитические памятники Ангары. — Новосибирск: Наука, 1974.
- Неолитические памятники Средней Ангары. — Новосибирск: Наука, 1975.
- Неолитические памятники Нижней Ангары. — Новосибирск: Наука, 1976.
- Окладников А. П. Проблемы генезиса религиозной формы сознания в свете современных открытий археологической науки // Вопросы научного атеизма. Вып. 20. Актуальные проблемы истории атеизма и религии / Редкол. А. Ф. Окулов (отв. ред.); Акад. обществ. наук ЦК КПСС. Ин-т научного атеизма. — М.: Мысль, 1976. — С. 30—42. — 327 с. — 19 200 экз.
- Очерки из истории западных бурят-монголов (XVII—XVIII вв.). — Л.: Соцэкгиз, 1937.
- Петроглифы Горного Алтая. — Новосибирск: Наука, 1980.
- Петроглифы Забайкалья: в 2-х частях. — Л.: Наука, 1969—1970. (В соавторстве с В. Д. Запорожской).
- Петроглифы Монголии. — Л.: Наука, 1981.
- Петроглифы Нижнего Амура. — Л.: Наука, 1971.
- Раскопки многослойного поселения у с. Кроуновка в Приморье // Археологические открытия 1968 года. — М. : Наука, 1969. — С. 208—210. — Соавт.: Бродянский Д. Л.
- Раскопки многослойного поселения с. Кроуновка в Приморье // Археология Сибири и Дальнего Востока. Т. 2 : Приморье. — Токио, 1982. — С. 400—401. — На яп. яз. — Соавт.: Бродянский Д. Л.
- Рудановское городище // Археологические открытия 1978 года. — М. : Наука, 1979. — С. 33. — Соавт.: Бродянский Д. Л.
- Сокровища Томских писаниц. — М.: Искусство, 1972. — 264 с. (в соавт. с А. И. Мартыновым)
- Тихоокеанская археология : учеб. пособие. — Владивосток, 1980. — 104 с. — (Тихоокеан. археология; вып. 1). — Соавт.: Бродянский Д. Л., Чан Су Бу.
- Южное Приморье в эпоху раннего железа : (некоторые итоги раскопок майхинского комплекса поселений) // Изв. Сиб. отд-ния АН СССР. Сер. обществ. наук. — 1968. — № 6, Дальневосточный очаг древнего земледелия // Сов. этнография. — 1969. — № 2, март — апрель. — С. 3-14. — Соавт.: Бродянский Д. Л.

### Популярные работы
- Возникновение человеческого общества. Эпоха господства первобытно-общинного строя // Всемирная история: в 10 (13) томах. Т. 1. — М.: Госполитиздат. 1955. — с. 17—128. — Соавт.: С. В. Киселев.
- Окладников А. П., Окладникова Е. А. Заселение Земли человеком. — М.: Педагогика, 1984 (в сер. «Учёные — школьнику»);
- Олень золотые рога. — Хабаровск: Хабаровское книжное издательство, 1989. — ISBN 5-7663-0040-9
- Открытие Сибири. — М.: Молодая гвардия, 1979, 1981 (в сер. «Эврика»);
- Окладников А. П., Васильевский Р. С. По Аляске и Алеутским островам / Сибирское отделение АН СССР. Институт истории, филологии и философии. — Новосибирск: Наука, Сибирское отд-ние, 1976. — 168 с. — (Научно-популярная серия). — 71 650 экз.
- Окладников А.П., Васильевский Р.С. Северная Азия на заре истории. — Новосибирск: Наука, Сибирское отд-ние, 1980. — 160 с. — (Страны и народы).
- Утро искусства. — М.; Л.: Искусство, 1967.

Статьи
- Рерих — исследователь Азии. — Сибирские огни, 1974, № 10 (совм. с Беликовым П. Ф., Маточкиным Е. П.)
- Феномен культуры малых народов Севера Архивная копия от 4 января 2009 на Wayback Machine // Декоративное искусство СССР. 1982. № 8. С. 23—28. (совм. с Л. Н. Гумилёвым)

### Редакторские работы
- Васильевский Р. С. Происхождение и древняя культура коряков / отв. ред. акад. А. П. Окладников. — Новосибирск: Наука, Сибирское отд-ние, 1971. — 252 с.
- Васильевский Р. С., Лавров Е. Л., Чан Су Бу. Культуры каменного века Северной Японии / Отв. ред. А. П. Окладников. — Новосибирск: Наука, Сибирское отд-ние, 1982. — 208 с.
- Воробьёв М. В. Древняя Корея: ист.-археолог. очерк / отв. ред. А. П. Окладников. — М.: ИВЛ, 1961.
- Воробьёв М. В. Древняя Япония: ист.-археолог. очерк / отв. ред. А. П. Окладников. — М.: ИВЛ, 1958.
- История Сибири с древнейших времён до наших дней: в 5-ти т. / гл. ред. А. П. Окладников, В. И. Шунков. — Л.: Наука, 1968—1969.
- Майдар Д. Памятники истории и культуры Монголии / отв. ред. А. П. Окладников. — М.: Мысль, 1981.
- Павленко Н. И. Александр Данилович Меншиков / отв. ред. А. П. Окладников. — М.: Наука, 1983. — 198 с. (3-е изд. 1989)

## Награды
- Указом Президиума Верховного Совета СССР от 2 октября 1978 года академику Алексею Павловичу Окладникову за большие заслуги в области археологии и исторической науки, в подготовке научных кадров и в связи с 70-летием со дня рождения присвоено звание Героя Социалистического Труда.
- Награждён тремя орденами Ленина (1967, 1975, 1978), тремя орденами «Знак Почёта» (1945, 1947, 1954), орденом Труда (ВНР, 1974), орденом Красного Знамени (Монголия, 1978), а также медалями.
- Лауреат Сталинской премии 2-й степени (1950) и Государственной премии СССР (1973) за редактирование пятитомника «История Сибири».
- Лауреат премии имени Ф. Ф. Буссе (1959) за научно-популярную книгу «Далёкое прошлое Приморья».